# Iucha
Iucha (nach anderer Lesart Chaiu) ist der Name eines unterägyptischen Königs (Pharao) während der Prädynastik (etwa 6000 bis 3000 v. Chr.) Er ist nur durch eine Namensnennung auf dem Palermostein bekannt, es liegen bislang keine zeitgenössischen Belege für ihn vor. Die Bedeutung seines Namens ist unbekannt.